# Чеза
Чѐза (на италиански: Cesa) е градче и община в Южна Италия, провинция Казерта, регион Кампания. Разположено е на 40 m надморска височина. Населението на общината е 8241 души (към 2010 г.).